# Джеремі Крісті
Джеремі Крісті (англ. Jeremy Christie; нар. 22 травня 1983, Фангареї, Нова Зеландія) — новозеландський футболіст, півзахисник національної збірної Нової Зеландії.

## Клубна кар'єра
Джеремі Крісті виступав в командах рідної округи, а потім, неочікувано, з'явився в Барнслі в команді англійської Прем'єр-Ліги, але закріпитися в основі за два сезони не зумів, тому подався на батьківщину до «Нью Зеланд Найтс». Там же, у Новій Зеландії він пограв в командах «Уайтакере Юнайтед», «Веллінгтон Фенікс» попробував себе в австралійській футбольній лізі, виступаючи за «Перт Глорі», але згодом переїхав до Америки та почав виступати в американській соккер-лізі в команді «Тампа Бей». Учасник фінальної частини 19-го Чемпіонату світу з футболу 2010 в Південно-Африканській Республіці.

## Титули і досягнення
- Володар Кубка націй ОФК: 2008